# Francisco de Remolins
Francisco de Remolins (Lérida, 1462 – Roma, 5 febbraio 1518) è stato un cardinale e arcivescovo cattolico spagnolo.

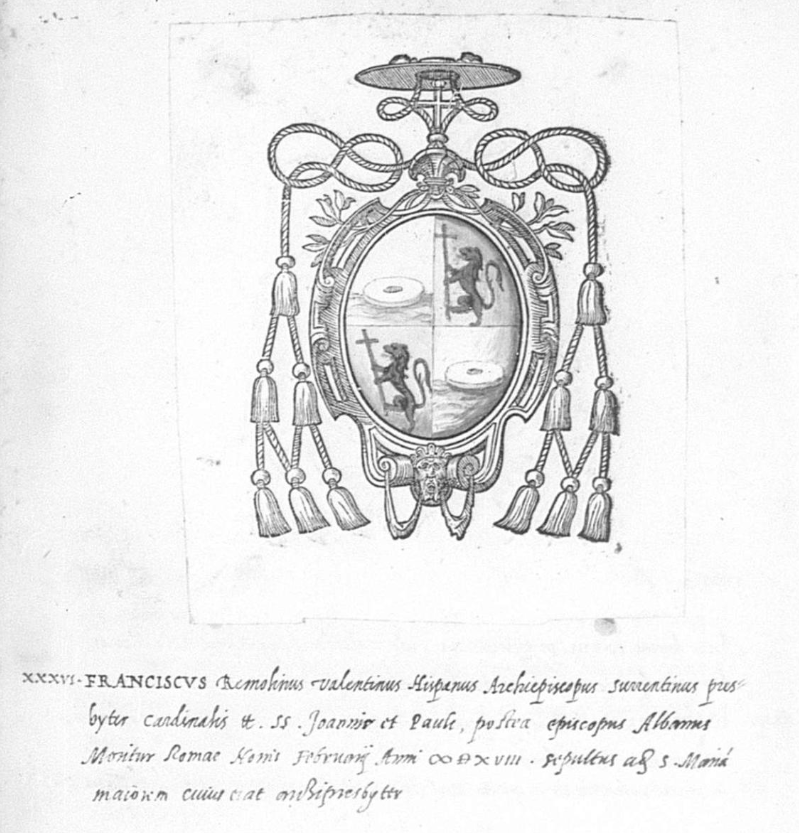

Fu nominato cardinale della Chiesa cattolica da papa Alessandro VI.

## Biografia
Nacque a Lérida nel 1462. Compì i suoi studi prima presso l'Università di Lérida e poi in quella di Pisa, ove conseguì la laurea in utroque iure. Sposatosi molto giovane, si separò dalla consorte e il suo matrimonio fu annullato. Entrò quindi in convento. Fu protonotario apostolico.
Consacrato vescovo verso il 1496, divenne vescovo ausiliare di Lérida, essendo vescovo Luis Juan de Milá. Nel 1498 rassegnò le dimissioni e si trasferì a Roma alla corte di papa Alessandro VI, che lo nominò Governatore di Roma, carica che tenne fino al 1503. Catturato dai turchi, fu liberato grazie al pagamento, da parte della Santa Sede, di un riscatto.
Papa Alessandro VI lo elevò al rango di cardinale nel concistoro del 31 maggio 1503, con il titolo di cardinale presbitero dei Santi Giovanni e Paolo.
Con l'elezione di papa Giulio II, egli fuggì da Roma temendo ritorsioni contro i Borgia e i loro sostenitori, ma Giulio II gli scrisse un'amichevole lettera pregandolo di rientrare in Roma, cosa che egli fece, divenendo un fedele collaboratore del nuovo pontefice.
Nel 1504 fu nominato vescovo di Fermo, incarico che mantenne fino alla morte.
Nel 1511 fu nominato viceré di Napoli, carica che mantenne fino al 1513.
Nel marzo del 1517 divenne cardinale-vescovo di Albano.
Fu uno dei tre cardinali incaricati di processare i cardinali Bandinello Sauli e Alfonso Petrucci, accusati di complotto contro il papa, e presiedette il tribunale che condannò quest'ultimo alla pena capitale.
Morì il 5 febbraio 1518 all'età di 56 anni. La sua salma, inumata nella Basilica di Santa Maria Maggiore, fu esumata qualche anno dopo e inumata nuovamente ma nella Basilica di Santa Maria sopra Minerva.

## Conclavi
Durante il periodo del suo cardinalato, Francisco de Remolins partecipò ai seguenti conclavi:
- Conclave del settembre 1503, che elesse papa Pio III
- Conclave dell'ottobre 1503, che elesse papa Giulio II
- Conclave del 1513, che elesse papa Leone X

## Genealogia episcopale
La genealogia episcopale è:
- Cardinale Luis Juan de Milá
- Cardinale Francisco de Remolins